# Clara Mayer
Clara Marisa Mayer (nacida en el 2001) es una activista contra el cambio climático alemana. Es la portavoz de prensa del movimiento internacional Juventud por el clima en Berlín y obtuvo amplio reconocimiento tras su discurso en la reunión de accionistas de Volkswagen de 2019.

## Carrera
Mayer obtuvo reconocimiento después de su discurso en la junta de accionistas de la marca Volkswagen en mayo de 2019, en el que afirmó que "lo que se está haciendo por el medio ambiente no es suficiente", acusando además a la generación de sus padres y sus abuelos por no preocuparse lo suficiente por el mundo que heredaron a los jóvenes.

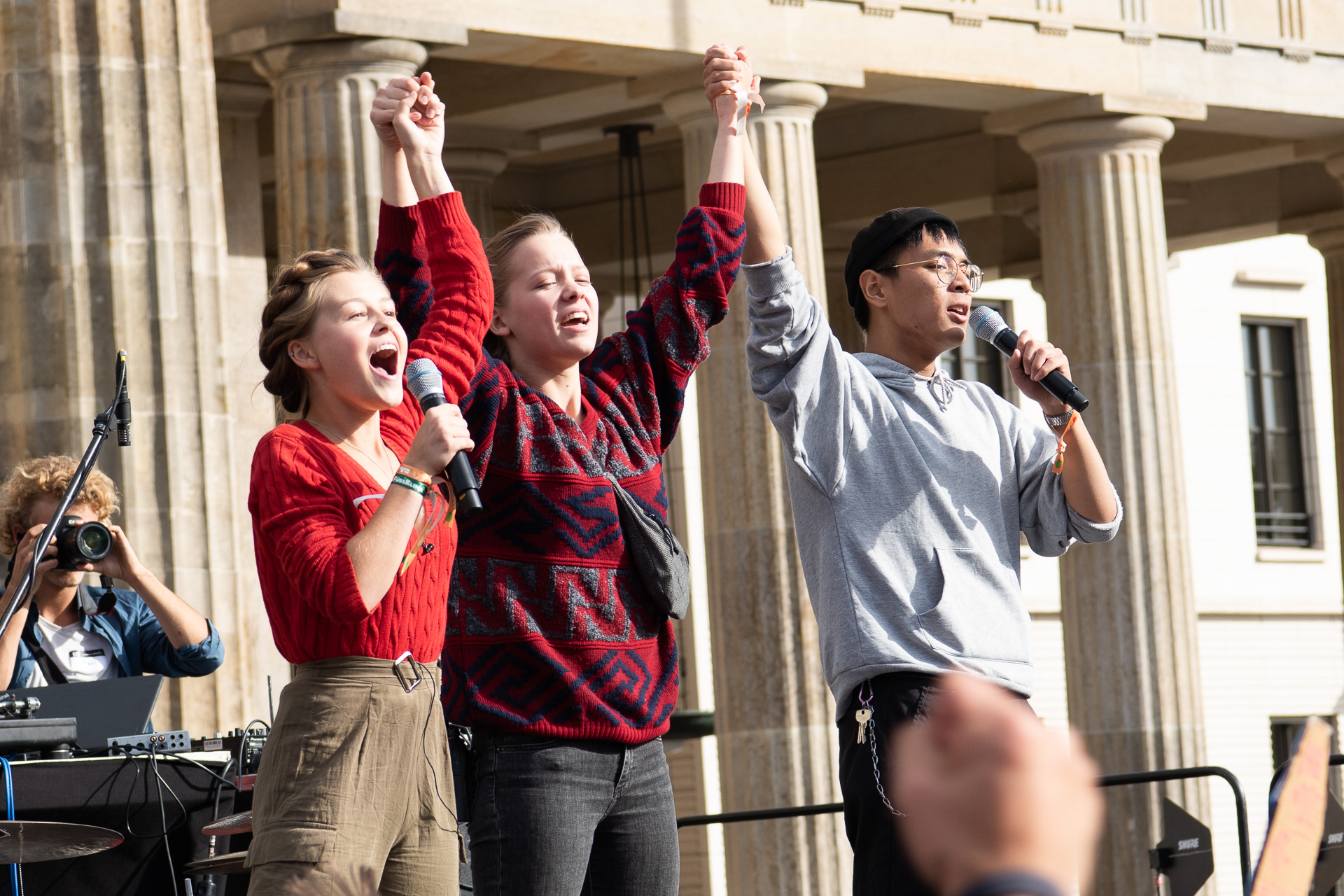
Mayer (izquierda) en una manifestación de la organización Juventud por el clima en Berlín.

Como portavoz del movimiento Juventud por el clima en Berlín, fue invitada al programa de variedades de Markus Lanz en agosto y a Auf den Punkt, de la cadena Deutsche Welle, en diciembre de 2019, además de aparecer en varios medios impresos y virtuales. Mayer fue una de las organizadoras de la huelga climática del 20 de septiembre de 2019, en la que más de 100 mil personas salieron a las calles de Berlín en una protesta pacífica. En el marco de esta actividad, Mayer manifestó: "Nos sorprende que los políticos nos hayan ignorado y que aún lo sigan haciendo, a pesar de reunir a tantos manifestantes este año". El 3 de octubre participó en una manifestación antifascista contra el despliegue de extremistas de derecha en Berlín, siendo atacada por grupos y personas que pertenecen a esta corriente política.
El portal de noticias alemán Spiegel Online mencionó a Mayer en su lista de "jóvenes y fuertes mujeres enfrentadas a las viejas fuerzas", en la que también aparecen las activistas climáticas Luisa Neubauer y Greta Thunberg, la capitana de barco Carola Rackete y la futbolista profesional y crítica de la gestión del presidente Donald Trump, Megan Rapinoe.

## Plano personal
Mayer se graduó de la Schiller-Gymnasium de Berlín en 2019. Luego realizó voluntariado en una unidad de cuidados intensivos. En la actualidad reside en Berlín.